# Mundial de Clubes de La Comunidad de Madrid Sub-17 de 2014
O Mundial de Clubes de La Comunidad de Madrid Sub-17 de 2014 é a 10ª edição deste torneio juvenil. O evento é realizado na Comunidade de Madrid (Espanha), nas cidades de Torrejón de Ardoz e Colmenar Viejo. Os dois primeiros de cada grupo se classificam para as semifinais e os vencedores desta fase jogam a final no domingo, 2 de junho em Colmenar Viejo.
Os jogos serão transmitidos ao vivo no exterior pelo canal GolTV, que comprou os direitos de transmissão para a América Latina. O canal Sport Italia transmitirá para o país alpino e na Espanha as partes continuarão acompanhando o torneio pelo MARCA.com, bem como o canal Teledeporte.

## Equipes participantes
| - Atlético de Madrid - Boca Juniors - Corinthians - Kashiwa Reysol | - Olympique de Marseille - Rayo Vallecano - Real Madrid - Sporting Cristal |

## Premiações
| Mundial de Clubes de La Comunidad de Madrid Sub-17 de 2014 |
| ---------------------------------------------------------- |
| Real Madrid Campeão (2º título)                            |